# Libertad sexual
La libertad sexual es el derecho a la libertad de elección sexual del individuo. La libertad sexual es la facultad de la persona para autodeterminarse en el ámbito de su sexualidad, sin más limitaciones que el respeto a la libertad ajena, facultad que se expande hasta utilizar el propio cuerpo a voluntad, seguir en cada momento una u otra tendencia sexual, hacer y aceptar las propuestas que se prefieran, así como rechazar las no deseadas.
Según la OMS, y en relación con la salud sexual, es necesario un «acercamiento positivo y respetuoso hacia la sexualidad y las relaciones sexuales, así como la posibilidad de obtener placer y experiencias sexuales seguras, libres de coerción, discriminación y violencia. Para que la salud sexual se logre y se mantenga los derechos sexuales de todas las personas deben ser respetados, protegidos y cumplidos». La libertad sexual viene limitada por el límite de edad de consentimiento sexual. La violación de la libertad sexual e indeminidad sexual del individuo es considerada un delito. 
El derecho a la libertad sexual se refiere al derecho del individuo y aunque está relacionado, no debe confundirse con el amor libre, ni la liberación sexual o revolución sexual de la segunda mitad del siglo XX, ni tampoco con la práctica de relaciones sexuales libres, la promiscuidad, las relaciones sexuales prematrimoniales o extramatrimoniales, el comportamiento sexual entre heterosexuales u homosexuales o cualquier otra práctica sexual.

## Definición de libertad sexual
La mejor manera de comprender el ámbito de la libertad sexual es sustentarla en la teoría de la libertad de Norberto Bobbio, quien distingue entre libertad de querer o de voluntad (libertad positiva), y libertad de obrar (libertad negativa):
- Libertad positiva - La libertad que querer o voluntad, es autodeterminación, la misma que no es otra cosa que la situación en la que un sujeto tiene la posibilidad de orientar su voluntad hacia un objetivo, de tomar decisiones viéndose determinada por la voluntad.
- Libertad negativa - La libertad de obrar, supone realizar u omitir el comportamiento que se tiene voluntad de efectuar o de omitir, sin que un tercero no autorizado interfiera en dicha realización u omisión.

Para Miguel Bajo Fernández, la libertad sexual debe entenderse de dos maneras: como libre disposición del propio cuerpo, sin más limitaciones que el respeto a la libertad ajena; y como facultad de no acceder y repeler agresiones sexuales de terceros.
En todo caso libertad sexual, tanto en su vertiente positiva como negativa, no se oponen ni distinguen entre sí, ambas libertades constituyen el mismo bien jurídico de la «libertad sexual».

## Reconocimiento de la libertad sexual
La libertad sexual es un derecho relacionado con la libre disposición del cuerpo, la intimidad y el derecho inalienable a la intimidad y libertad de las personas. El reconocimiento legal de la libertad sexual no siempre ha existido ni está recogido en todas las legislaciones -las mujeres casadas en la legislación de muchos países carecían y todavía carecen del reconocimiento de libertad sexual ante el marido; en algunos países las familias pueden repudiar, castigar e incluso lapidar a las mujeres solteras si mantienen relaciones sexuales no consentidas por la familia, o si, por el contrario, no consientan una relación sexual con el marido-. Los avances en las normativas y el reconocimiento de la libertad sexual se produce a partir de la Segunda Guerra Mundial, con la revolución sexual y las reivindicaciones feministas.

## Delitos contra la libertad sexual
Los 'Delitos contra la libertad e indemnidad sexuales son aquellos que atentan contra la libertad de elección sexual del individuo, o que promueven la sexualidad en algún sentido cuando el sujeto pasivo es menor de la edad de consentimiento estipulada por la ley o incapaz. Están incluidos el acoso sexual, la agresión sexual, el abuso sexual, el exhibicionismo, provocación sexual y la corrupción de menores.